# پرویز داریوش
پرویز داریوش (۴ اسفند ۱۳۰۱–۱۵ اسفند ۱۳۷۹) نویسنده، شاعر و مترجم ایرانی بود.

## زندگی
پرویز داریوش در روز ۴ اسفند ۱۳۰۱ ش در مشهد به دنیا آمد. تحصیلات خود را در تهران به پایان رساند. بعد از اخذ دیپلم در مدرسه نظام، برای تحصیلات عالی راهی آمریکا شد. مدتی در ادبیات انگلیسی، روانشناسی و فلسفه به تحصیل پرداخت و آن را نیمه کاره رها کرد. در سال ۱۳۲۸ به ایران بازگشت و در وزارت امور خارجه و اداره گمرک به عنوان مترجم آغاز به کار کرد. فعالیت ادبی خود را از همان سال‌ها آغاز کرد.
در مدرسه، هم‌کلاس ایرج افشار، پژوهشگر و از بزرگان کتاب‌داری ایران بود و در سال‌های بعد نیز از صمیمی‌ترین دوستان و همکاران جلال آل احمد بود و به شکل مشترک، آثاری چون مائده‌های زمینی اثر آندره ژید را به فارسی برگرداندند. بعضی از رمان‌های بزرگ ادبیات جهان را نیز او به فارسی برگردانده‌است.
با مروری بر ترجمه‌های وی می‌توان به این نکته اشاره نمود که ویرجینیا وولف با ترجمه آثاری همانند خیزاب‌ها و خانم دالووی توسط داریوش، به خوانندگان فارسی زبان معرفی شد.
پرویز داریوش در روز پانزده اسفند ۱۳۷۹ در بیمارستان ایران مهر تهران درگذشت.

## آثار

### تألیف
- مزامیر، تهران: [بی‌نا]، اسفند سال ۱۳۳۶ (شعر)[۲]

### ترجمه
• تاریخ تمدن غرب و مبانی آن در شرق اثر کرین برینتون و جان کریستوفر و رابرت لی وولف. انتشارات فرانکلین ۱۳۳۸.۱۳۴۰ 
- فضیلت خودپرستی اثر آین راند
- خانم صاحبخانه اثر داستایوسکی
- یاد بیدار (یادی از صادق هدایت) اثر  پرویز داریوش  سال چاپ ۱۳۷۸  تهران نشر سالی
- سیمای مرد هنرآفرین در جوانی اثر جیمز جویس
- دوبلینی‌ها اثر جیمز جویس
- سیذارتا اثر هرمان هسه
- اسپرلوس اثر هرمان هسه
- ماجراهای تام سایر اثر مارک توین
- آوای وحش اثر جک لندن
- ماه و شش پشیز اثر سامرست موآم
- داشتن و نداشتن اثر ارنست همینگوی سال چاپ  ۱۳۴۰
- به راه خرابات در چوب تاک اثر ارنست همینگوی
- موش‌ها و آدم‌ها اثر جان اشتاین بک
- چمنزارهای بهشت اثر جان اشتاین بک
- ماه پنهان است اثر جان اشتاین بک
- مائده‌های زمینی اثر آندره ژید
- پرواز شبانه اثر آنتوان دو سنت‌اگزوپری
- وزارت ترس اثر گراهام گرین
- سایه گریزان اثر گراهام گرین
- خیزاب‌ها اثر ویرجینیا وولف
- خانم دالووی اثر ویرجینیا وولف
- تسخیر ناپذیر اثر ویلیام فاکنر
- جف سیاهه اثر تئودور درایزر
- عشق جاودانی است (۴ جلد) اثر لیوینگ استون
- انجیل یهودا اثر هنریک پاناس
- سرگذشت اندیشه‌ها اثر وایتهد
- آشفتگان شیفته اثر  سلما لاگرلوف سال چاپ  نوبت دوم ۱۳۷۶ - تهران
- بازی مهره شیشه‌ای اثر  هرمان هسه سال چاپ  ۱۳۶۸ تهران: انتشارات فردوس
- عشق و نفرت اثر  ژان-باتیست رسی  سال چاپ  نوبت دوم ۲۵۳۵- تهران انتشارات آبان
- مردی که مرده بود اثر  دیوید هربرت لارنس سال چاپ  نوبت دوم زمستان ۲۵۳۵ - تهران انتشارات آبان
- درسهایی در ادبیات اثر  ولادیمیر ناباکوف  سال چاپ  ۱۳۶۷ - تهران: انتشارات علم
- باراباس اثر  پارلاگر کویست  سال چاپ  ۱۳۷۸ - تهران: انتشارات فردوس
- گرترود اثر  هرمان هسه  سال چاپ  ۱۳۶۷ - تهران: کتابسرای بابل
- مأمور سری اثر  جوزف کنراد  سال چاپ  ۱۳۶۵ - تهران: انتشارات بزرگمهر
- شهر آشوب اثر  لئونید سالاویف  سال چاپ  ۱۳۶۰ - تهران: انتشارات هدهد(۳)
- موبی دیک (وال سفید) اثر هرمان ملویل[۳]
- رنج و سرمستی اثر ایروینگ استون چاپ اول اردیبهشت ۱۳۴۳ - تهران:موسسه انتشاراتی امیر کبیر

## پی‌نوشت
1. ↑  دوبرادر، خاطرات محمد حسین دانایی، انتشارات اطلاعات، چاپ سوم، 1359، تهران، ص 321
2. ↑  جواهری گیلانی، تاریخ تحلیلی شعر نو، ۲:‎ ۴۳۶.
3. ↑  آفت عدم آشنایی مترجم با فرهنگ و اصطلاحات خودی[پیوند مرده] در وبگاه خبرگزاری مهر